# Другаричење
Другаричење или кумачење је обичај ритуалног склапања кумства и побратимства, односно посестримства међу децом и младима на Побусани понедељак. Ово је веома шармантан и живописан обред у коме су главни учесници деца. Карактеристичан је за насеља пожаревачког и банатског Подунавља и северног Стига.
Обичај се и данас упражњава, а помиње га још Вук Караџић. Због тога је 2022. године уврштен на листу нематеријалног културног наслеђа Србије.

## Распрострањеност
Обичај је карактеристичан за насеља северног Стига, пожаревачког и банатског Подунавља. Забележен је у насељима Батовац, Дубравица, Брежане, Живица, Кличевац, Дрмно, Брадарац, Кленовник, Ћириковац, Затоње, Кисиљево, Поповац, Баре, Касидол, Пожежено, Усје, Кусиће, Сираково, Мајиловац, Курјаче, Острово, Петка. До шездесетих година обављао се и у самом Пожаревцу.
Постојање овог обичаја забележено је и међу Србима у Дунавској Клисури у Румунији.

## Етимологија
Овај обичај има више локалних назива. У селима између доњег тока Млаве и Мораве овај обред се назива „другаричење”, „другање”, ређе „побрање”, а учесници обреда „друге” и „побре”. У селима Подунавља, источно од Млаве, обред се назива „кумачање”, а учесници „кумаче” и „побре”.

## Историја
Овај обичај први је забележио и описао Вук Стефановић Караџић, у свом Рјечнику из 1818. године, под називом „дружичало“, а задржао се до данас. Антрополог Никола Павковић у својој монографији посвећеној банатском селу Гају сматра да је данашња форма празновања Побусаног понедељка склапање нових пријатељстава међу најмлaђима, док су раније у томе учествовали момци и девојке.
У појединим селима (Златица у Румунији и Баваниште у Србији) организацију кумачења преузимају локалне основне школе, чиме нестаје породична димензија овог обичаја.

## О обреду
Другаричење се најчешће практикује на Побусани понедељак, а ређе на Ускрс или Мали ускрс. Обично се обавља поподне и у њему учествују деца и њихови родитељи. Учесници носе венце, обично направљене од гранчица врбе и цвећа. Другариче се деца истог пола и узраста. Родитељи почињу да их другариче још док су сасвим мала, а за друга или другарицу бирају децу истог узраста, са чијим су родитељима и сами у добрим односима. На тај начин долази до стварања међусобних друштвених односа учесника и успостављања чврстих веза у оквиру локалне заједнице. Деца старијег узраста најчешће сама бирају друга или другарицу и могу да имају и по неколико побра или друга. Обред се обнавља сваке године, обично до пубертета.
Сам обред се, у зависности од села, обавља на различитим местима, али свако од њих има дубоку магијско-религијску симболику и смисао. Ритуал се обавља на обали реке у селима поред Млаве и Дунава, крај потока или у центру села, обично крај бунара или чесме, а као редукован облик у селу Кисиљево крај родног дрвета у дворишту. Деца долазе на ритуално место са својим родитељима. У неким селима доносе готове венце, направљене код куће код куће, док у селима крај Млаве венце праве очеви на лицу места, од врба које расту крај реке. Сам ритуал одвија се на следећи начин: неко од родитеља држи венац док се деца три пута љубе кроз њега. Након сваког пољупца окрену се три пута око себе. Затим кроз венац размене поклоне у којима се обавезно налазе шарена јаја, а уз њих слаткиши и играчке. Раније се уместо слаткиша давао посебан колач са обојеним јајима забоденим у тесто. Венац се на крају баци у воду да отплови или окачи о родно дрво. Негде га прво баце у вис уз жељу да деца „порасту до неба”. У појединим насељима обред се одвија индивидуално у дворишту породица чија се деца другариче.
Посебну симболику има доба године када се обред обавља — пролеће, ускршњи циклус. Верује се да се тада живототворна снага обновљене природе, преко воде, врбе и јаја као примарних симбола живота, преноси на децу.

## Друштвени значај
Обред другаричења се очувао у селима пожаревачког Подунавља и Стига управо због своје друштвене функције, која је израз жеље за успостављањем чврстих социјалних односа и одржавањем заједништва. Овако склопљено пријатељство остаје за читав живот. Овај стари обичај се последњих година оживљава и у другим селима, где је временом заборављен.
О овом обреду 2004. снимљен је документарни филм Другаричење у продукцији Народног музеја Пожаревац и Радио телевизије Зајечар. Филм је 2014. године приказан на Међународном фестивалу етнолошког филма у Београду, а 2017. на Смотри етнолошког филма у Музеју у Смедереву, где су имали прилику да га виде ученици смедеревских основних школа.